# 生ファラオ
生ファラオ（なまファラオ）は、吉本興業（東京本社）所属のお笑いコンビ。2014年結成。NSC大阪校37期生。神保町よしもと漫才劇場を拠点に活動している。

## メンバー
石川（いしかわ、1994年6月18日 - ）（31歳）
立ち位置は向かって左。
- 本名は、石川 陵一（いしかわ りょういち）。
- 京都府出身。京都府立久御山高等学校卒業、大阪学院大学中退。
- 身長165 cm、体重60 kg、血液型O型。
- 妹がいる。未婚。喫煙者。
- 金歯が一本入っている。
- 趣味はサッカー、フットサル。全国高校サッカー選手権で準優勝した経験を持つ。特技はドリブルでボールを取られないこと。

東 武志（あずま たけし、1994年10月21日 - ）（30歳）
立ち位置は向かって右。
- 京都府宇治市出身。京都府立久御山高等学校卒業、大阪学院大学中退。
- 身長170 cm、体重69 kg、血液型A型。
- 兄、妹がいる。未婚。喫煙者。　
- タップルで真剣に恋人を探している。
- 特技はロックに歌う。
- 趣味は野球、スノーボード、歌うこと。バッテリィズが大阪で主宰していた草野球チーム・上方ホンキッキーズの元選手。
- YouTubeチャンネルで枚岡公園を紹介した際、雨で濡れた滑り台を滑った勢いでポールにぶつかり胸椎椎体骨折を起こした。重症であるにも関わらず、命に別状はなくすぐ回復したため周りも驚くほど体が頑丈だと認められた。

## 来歴
共に京都府出身。京都府立久御山高等学校のスポーツ科の同級生として出会う（東が野球、石川がサッカー）。五十音順による出席番号によって席が決められていたため、東の次が石川の席だった。その後、クラス替えや席替えが無く3年間並んで座っていたこともあり、交友を深める。高校の文化祭でコンビを組み漫才を披露、その時のコンビ名が「生ファラオ」だった。高校卒業後は一緒の大学に行き知識をつけてから芸人になろうとしていたものの、大学1年生の期間を遊ぶことに費やしてしまい、大学を辞めて吉本興業NSCに入学する。
2022年に「M-1グランプリ」の準々決勝に初進出し、舞台上を大きく動き回るネタがお笑いファンの間で話題に。これを機にテレビの露出が増える。
2024年3月に大阪のよしもと漫才劇場を卒業。同年4月より拠点を東京に移し、同月6日に行われた「Jimbochoサバイバルバトル」の結果を受け、神保町よしもと漫才劇場の劇場メンバーとなった。
また、同年4月14日に、フジテレビ湾岸スタジオ内の「深夜のハチミツ」収録セット内に移住したことを発表した。

## 賞レースなどでの戦績

### M-1グランプリ
| 年度             | 結果         | エントリー No. | 会場                   | 日程     | 備考                   |
| ---------------- | ------------ | -------------- | ---------------------- | -------- | ---------------------- |
| 2015年（第11回） | 1回戦敗退    | 1139           | テイジンホール         | 9月1日   |                        |
| 2016年（第12回） | 2回戦進出    | 1442           | 大丸心斎橋劇場         | 10月5日  |                        |
| 2017年（第13回） | 2回戦進出    | 1383           | YES THEATER            | 10月10日 |                        |
| 2018年（第14回） | 2回戦進出    | 689            | 大丸心斎橋劇場         | 10月13日 |                        |
| 2019年（第15回） | 3回戦進出    | 1222           | よしもと祇園花月       | 10月28日 |                        |
| 2020年（第16回） | 1回戦敗退    | 2188           | 朝日生命ホール         | 8月13日  | 再エントリーするも欠席 |
| 2021年（第17回） | 2回戦進出    | 718            | 森ノ宮よしもと漫才劇場 | 10月8日  |                        |
| 2022年（第18回） | 準々決勝進出 | 1463           | なんばグランド花月     | 11月15日 |                        |
| 2023年（第19回） | 3回戦進出    | 2275           | よしもと漫才劇場       | 10月30日 |                        |
| 2024年（第20回） | 3回戦進出    | 2254           | KANDA SQUARE HALL      | 11月6日  |                        |

### その他
- 2022年 - 第二回北河内新人お笑いコンクール 優勝[13]

## 出演

### テレビ
- 深夜のハチミツ（フジテレビ、2023年4月10日〈9日深夜〉 - 2024年4月1日〈3月31日深夜〉） - つぼみ芸人
  - 深夜のハチミツ Bee the top（フジテレビ、2024年4月8日〈7日深夜〉- 2025年3月31日〈30日深夜〉） - レギュラー

### ラジオ
- がっちゃんこ（ABCラジオ、2025年4月4日〈3日深夜〉- ） - 木曜パーソナリティ

### YouTube
- カジサックの部屋 - 2023年12月15日公開[8]

## 単独ライブ
2023年
- 6月3日 - みがけ！ツタンカーメン（よしもと漫才劇場）

2024年
- 1月27日 - さがせ！オアシス（よしもと漫才劇場）
- 3月9日 - 乗っちゃえ！ラクダ！（よしもと漫才劇場）